# Снігова королева (роман Джоан Вінжі)
«Снігова королева» (англ. The Snow Queen) — науково-фантастичний роман американської письменниці Джоан Вінжі, виданий у 1980 році. У 1981 році отримав премії «Г'юго» та Локус. Роман відкриває однойменний цикл.

## Сюжет
Роман є своєрідним рімейком однойменної казки Ганса Крістіана Андерсена. Дія роману відбувається на планеті Тіамат, на якій зміна пір року відбувається раз у 150 років. Зима добігає кінця. Снігова Королева — Арієнрод, яка править планетою, повинна поступитися місцем Королеві Літа, яку мають обрати, а саму її повинні кинути у океан. Не бажаючи загибелі, Арієнрод придумала план, для виконання якого заздалегідь імплантувала свої клітини-клони у декількох сурогатних матерів, які не підозрюють про це.
Вижив єдиний клон — Мун. За сюжетом, двадцятирічна дівчина, яка не підозрює про своє походження, намагується врятувати свого коханого — Спаркса, який потрапив під чари Снігової Королеви, яка зробила його своїм фаворитом. Її пригоди повторюють шлях Герди з казки Андерсена.
Роман відносять до жанру «жіночої фантастики». У ньому велика увага приділяється внутрішньому світу героїв.

## Продовження
Вперше роман було опубліковано у 1981 році. Для його обкладинки була використана робота Майкла Велана. На хвилі успіху було випущено два романи-продовження. Роман «World's End» («Кінець світу») був опублікований у 1984 році, у 1985 році номінувався на премію «Локус». Третій роман, «The Summer Queen» («Королева Літа»), вийшов у 1991 році та у 1992 році номінувався на премії «Г'юго» та «Локус». Крім того, у 2000 році був виданий роман-пріквел «Tangled Up in Blue» («Заплутана у блакиті»), дія якого йде паралельно роману «Снігова королева».

## Нагороди та номінації
- Премія «Неб'юла» за найкращий роман: 1980 рік (номінація)
- Премія «Г'юго» за найкращий роман: 1981 рік (переможець)
- Премія «Локус» за найкращий научно-фантастичний роман: 1981 рік (переможець)